# Czechizacja
Czechizacja, bohemizacja – proces przyswajania (lub narzucania) języka lub kultury czeskiej.
Dobrowolna czechizacja, podobnie jak i inne procesy asymilacyjne zachodzi w sytuacji, gdy element czeski zaczyna wyraźnie dominować w danej społeczności, zaś przyjęcie języka czeskiego wiąże się z podniesieniem własnego prestiżu, statusu społecznego itp. W wariancie najsilniejszym czechizacja wiąże się z przyjęciem jako własnego języka czeskiego, a także czeskiego trybu życia, przy rezygnacji z własnych tradycji, które uważane są za niższe i gorsze.

## Historia
Proces czechizacji mniejszości polskiej (Zaolzie na Śląsku Cieszyńskim) oraz niemieckiej w rejonach przygranicznych (Kraj Sudetów) zapoczątkowano po powstaniu Czechosłowacji po I wojnie światowej. Dotyczył on również ludności rusińskiej na Zakarpaciu.
Politykę czechizacyjną prowadzono także względem Słowaków (czechosłowakizm), co skutkowało wzrostem nastrojów separatystycznych na Słowacji.
W czasie agresji czechosłowackiej na Śląsk Cieszyński wojska czechosłowackie dopuściły się mordów na polskich jeńcach i cywilach. Jedna z najbardziej znanych zbrodni miała miejsce w Stonawie. Czechosłowacka polityka wobec polskiej ludności Zaolzia w dwudziestoleciu międzywojennym obejmowała zabójstwa działaczy społecznych, dyskryminację ze względu na narodowość, przymusową czechizację szkół wysiedlenia lub przymusową czechizację. Działania czechosłowackiej administracji przyczyniły się do wielu emigracji Polaków z czeskiego Śląska Cieszyńskiego do Polski, szczególnie inteligencji. W latach 30. prześladowania nie ustały, a przeciwnie – nasiliły się. Duży nacisk kładziono na czechizację młodzieży, którą starano się uzyskać poprzez posłanie dziecka do czeskiej szkoły za pomocą przekupstwa, gróźb i szykan. Regiony zamieszkane przez mniejszości narodowe były także miejscem osiedlania czeskich urzędników, policjantów i nauczycieli. W czasie II wojny światowej czeskie organizacje faszystowskie współpracowały z niemiecką policją oraz administracją i denuncjowały Polaków.
Po 1945 roku dokonano czechizacji wielu nazw na terenach Kraju Sudetów, z którego wysiedlono Niemców – zmieniano tradycyjne nazwy na bardziej czeskie – np. Frývaldov na Jeseník, Frýdberk na Žulová itp.
Po przemianach demokratycznych wciąż trwał proces czechizacji mniejszości polskiej. Niektórzy działacze polscy skarżyli się głównie na niechęć i podejrzliwość ludności czeskiej względem przedstawicieli mniejszości narodowych. Według nich część środowiska czeskiego oceniła organizowaną przez polskie stowarzyszenia kampanię na rzecz podawania polskiej narodowości w spisie powszechnym jako „nacjonalistyczną prowokację”.